# Interrupce ve Vatikánu
Vatikán je jednou z pěti zemí na celém světě, kde jsou potraty nezákonné (dalšími jsou Malta, Dominikánská republika, Salvador a Nikaragua), protože stát dodržuje kanonické právo římskokatolické církve. Kánon 1398 uvádí, že procedury, jejichž přímým účelem je zničení embrya, blastocysty, zygoty nebo plodu, jsou morálně nepřijatelné.
Avšak existují vzácné případy nepřímého potratu, jako například když je při mimoděložním těhotenství odstraněn vejcovod nebo v případě rakoviny vaječníků. V těchto případech je postup zaměřen pouze na zachování života ženy.